# Mnet
Мнет, Мьюзік нетворк або Музична мережа (ханг.: 뮤직 네트워크; акронім від англ. Music network, скор. Mnet) — південнокорейський кабельний, музично-розважальний канал дочірньої компанії CJ Group — CJ E&M. Заснований в 1993 році Young Distribution Co., Ltd. Аналог американського MTV, тематичне спрямування телеканалу — корейська поп-музика.
Адреса штаб-квартири — Сеул, район Мапо, Сангам-дон, 66.

## Програми

### Музичні шоу
- M Зворотний відлік

### Спеціальні події
- «Азійський пісенний фестиваль»
- «Американська музична премія»
- «Нагорода Греммі»
- «idolCON»
- «Style Icon Asia»

### Розваги
- «За лаштунками Mnet»
- «Кунжутна гра з B1A4»
- «Мій Айдол з VIXX»
- «Гроші на бочку 2»
- «Код Бітлз 2»
- «Код Бітлз 3D»
- «Золотий бубон»
- «Стажори JYP»
- «2NE1 TV» (2009—2011)
- «Будьте готові I.O.I»
- «Гарячі моменти з EXO»
- «Особисте життя TWICE»
- «Ти мій оппа»
- «Я бачу твій голос 2»
- «Я бачу твій голос 3»
- «Вперед! BTS»
- «Вперед! B.A.P»
- «Поцілуй мене з U-kiss»
- «Голос Кореї 2»
- «Mnet без пощади»
- «Mnet. Скандал»
- «Mnet. Дівчата йдуть в Школу» (SNSD)
- «Produce 101»
- «Produce 101: Сезон 2»
- «Wanna One GO»
- «Produce 48»
- «IZ*ONE CHU»
- «Produce X 101»
- «Girls Planet 999»

### Драма
Мнет випускає оригінальні драми по п'ятницях о 22:50 ~ 00:50 KST, показ в ефірі драм інших каналів CJ E&M по суботах та неділях, о 23:00 ~ 00:00 KST.
- «Monstar»
- «Герой» (2013)
- «Мімі»
- «Розважай нас»(2014)
- «Назавжди, Гу Хе-ра» (2015)
- «Любитель» (2015)

## Логотип

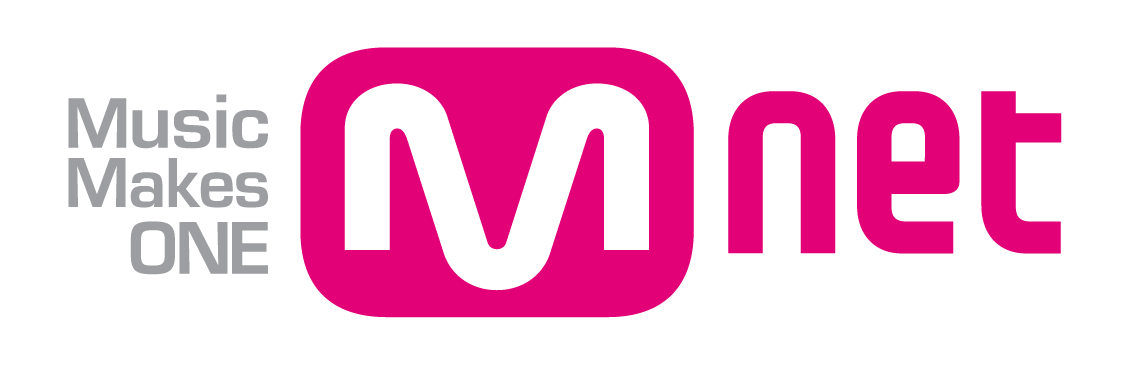
Логотип Mnet (з 21 липня 2005 року — дотепер)

## Гасло (слоган)
| Рік                                                | Гасло                                     | Хангиль                 |
| -------------------------------------------------- | ----------------------------------------- | ----------------------- |
| 1995 — 1999                                        | Музичний канал Південної Кореї m.net      | 한국의 음악채널 m.net   |
| 2000 — 2001                                        | Канал для мого розуму m.net               | 내 마음속의 채널 m.net  |
| 2001 — 2003                                        | Корейський музичний канал m.net           | 한국인의 음악채널 m.net |
| 2003 — 2004, 2007—2008                             | Насолоджуйся! m.net                       | 즐겨봐! m.net           |
| січень 2005 — липень 2005                          | m.net 10-та річниця, Цілий m.net          | m.net 10년, 완전엠넷!   |
| липень 2005—2007                                   | Привіт, мене звати Мнет!                  |                         |
| 2008 — 2010                                        | За межами музики                          |                         |
| 2010 — 2011                                        | Рівно 20 років                            |                         |
| 2011 — 2013, 2013 — грудень 2016 (Головний слоган) | Виробник музики номер один                |                         |
| квітень 2013 — 7 жовтня 2013                       | Стрибай! Мнет                             | juMp! 엠넷              |
| січень 2014 — грудень 2016 (другий слоган)         | Виробник KPop номер один                  |                         |
| січень 2017 р. — сьогодення                        | Рухаюся я, рухається світ, рухається Мнет |                         |